# Woluwepark

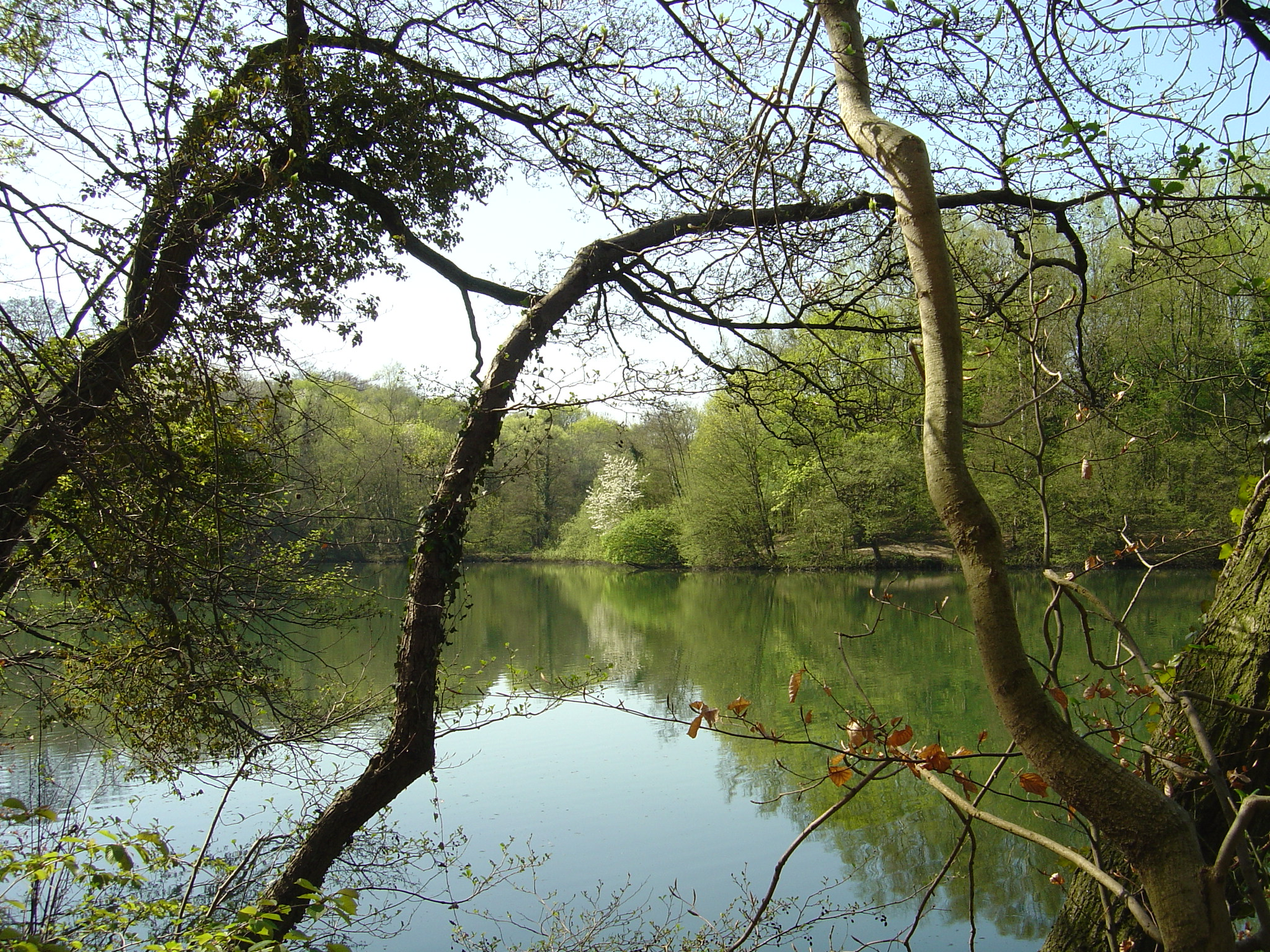

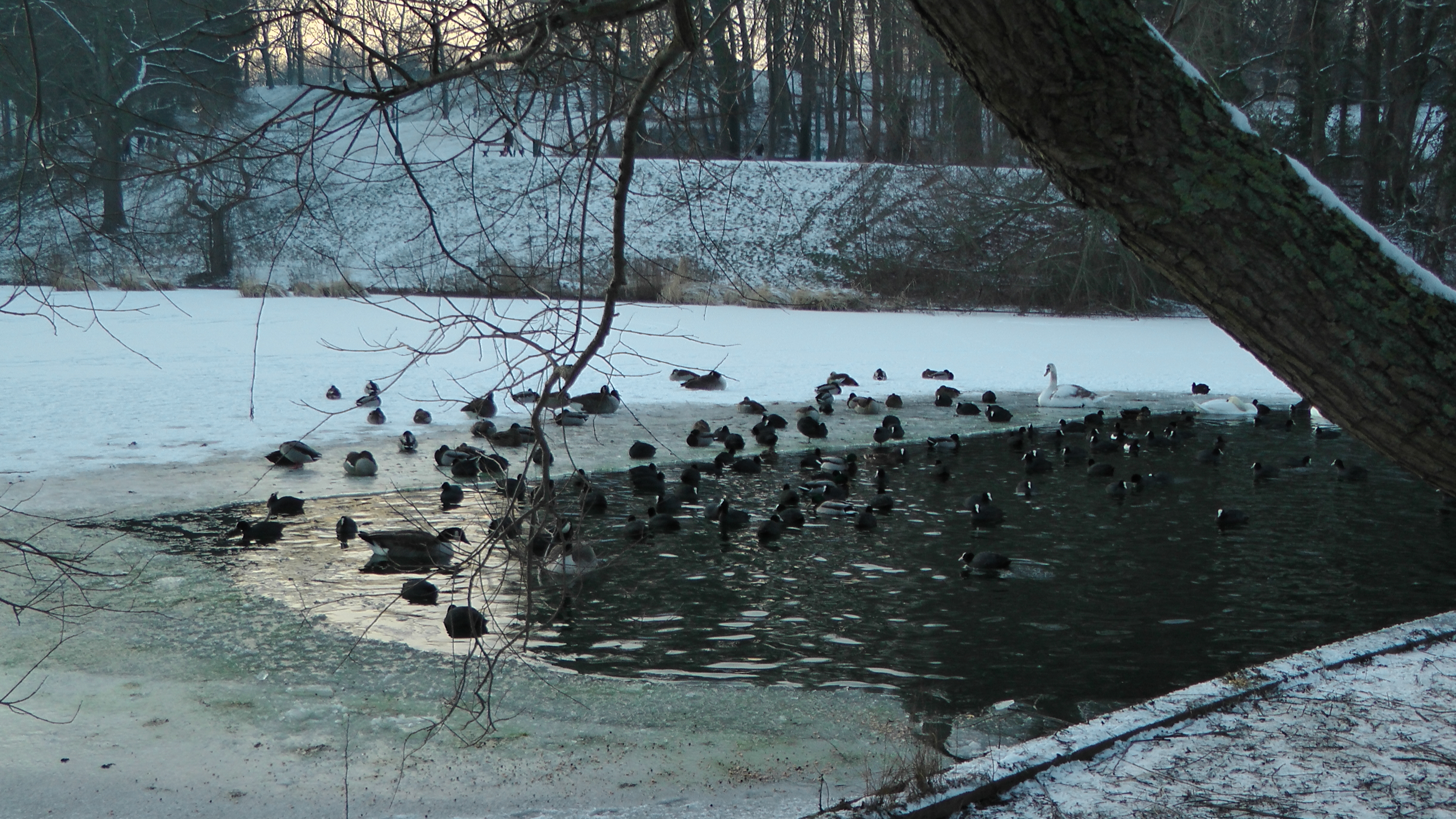

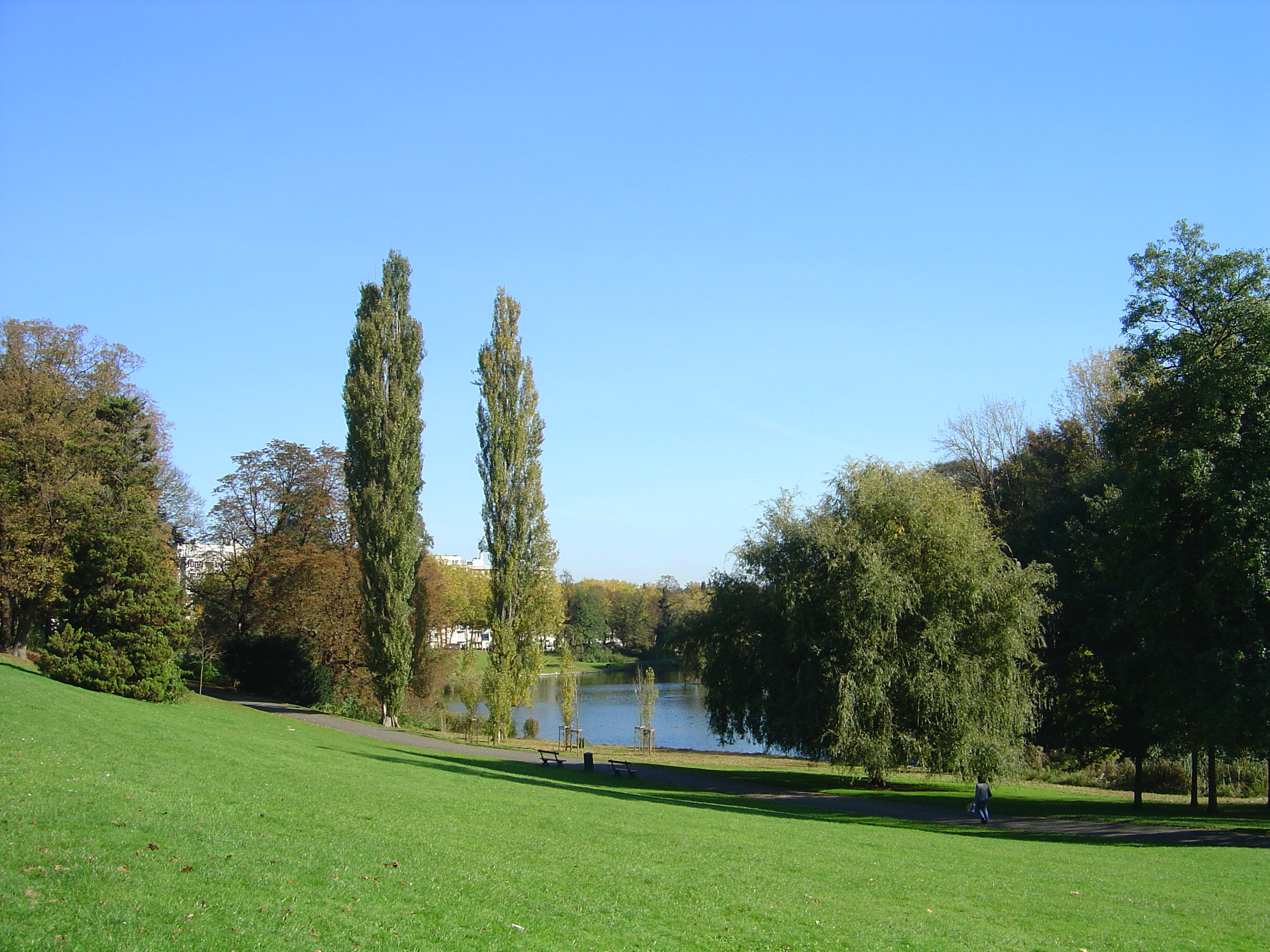

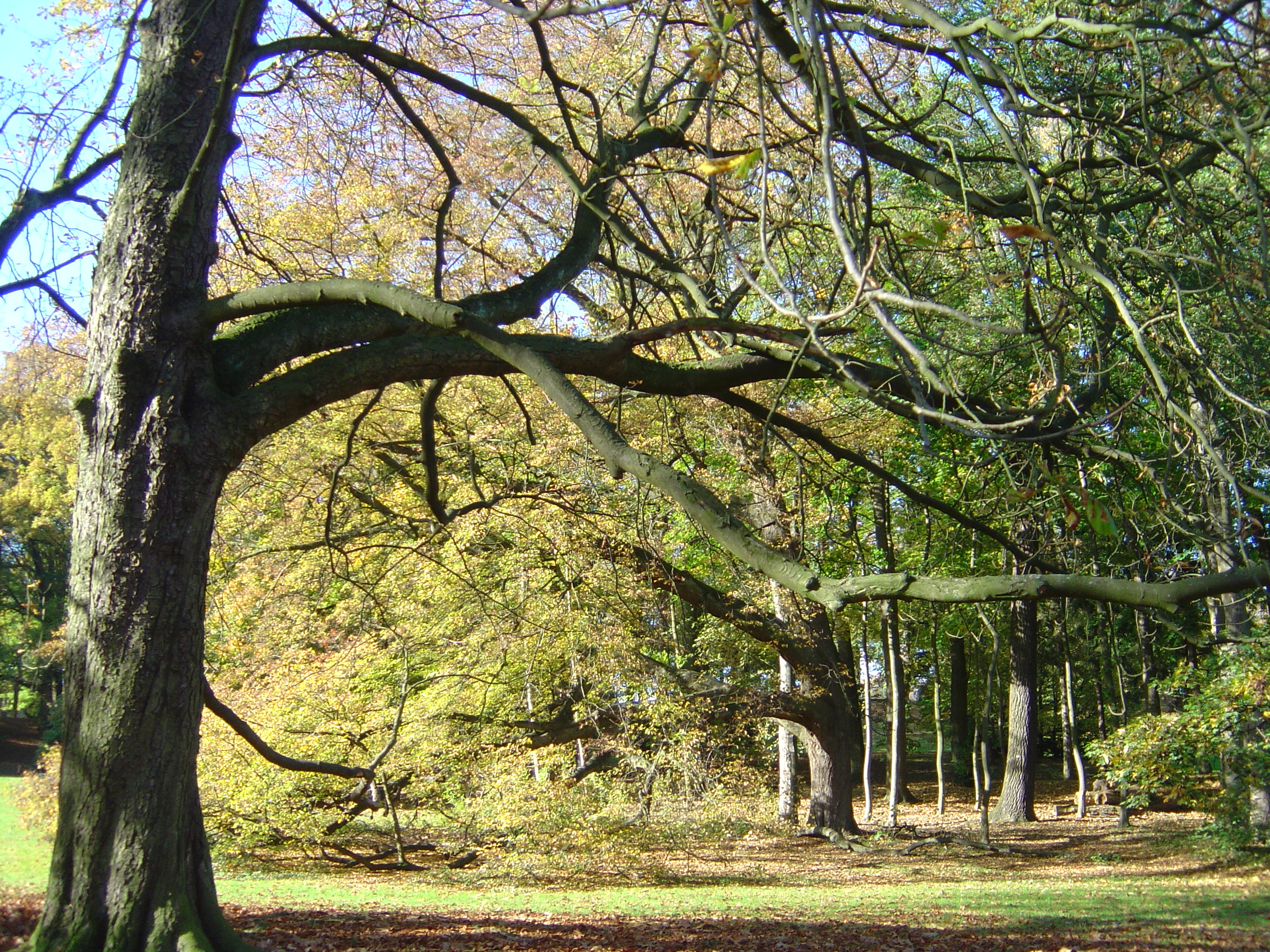

Het Woluwepark of Park van Woluwe in de Belgische gemeentes Sint-Pieters-Woluwe en Oudergem in het Brussels Hoofdstedelijk Gewest. Het park werd oorspronkelijk aangelegd als Engelse landschapstuin en ligt in het noordoosten van de gemeente Oudergem en het zuiden van de gemeente Sint-Pieters-Woluwe.
Het park wordt aan de noordkant begrensd door de Tervurenlaan, in het oosten door de Vorstlaan, in het zuidoosten door de wijk Luxorpark en in het zuidwesten door de wijk Vogelzang. Door het park loopt de bedding van de voormalige spoorlijn Brussel-Tervuren. In het park liggen enkele kunstmatige vijvers.
Naar het noordoosten ligt het Bronnenpark, naar het oosten het Parmentierpark en het Park van de Mellaertsvijvers, en naar het zuidoosten het domein van Kasteel Hertoginnedal. Ten noordoosten van het park ligt ook het Museum voor het Stedelijk Vervoer te Brussel.

## Geschiedenis
Op de Ferrariskaart (1771) staat in het midden van de 18e eeuw het Mesdaelbosch, de kloosters van Jericho in Brussel en de Priorij Hertoginnedal in Oudergem. Het werd in het noorden begrensd door het Linthoutbos. Keizer Jozef II en het Franse regime onderdrukten de kloosterorden en hun landgoederen en de eigendommen werden onteigend en verkocht.
In 1863 was er niets meer van het Mesdaelbos over dan het huidige park van Woluwe.
Het Mesdaelbos werd doorkruist door een vallei, waarvan een deel Duyveldelle (Duivelsvallei) werd genoemd, dat in de buurt van Oudergem begon, in het onderste deel van de huidige Zwartkeeltjeslaan. De Duivelsbrug, die onder de Louis-Léopold Vander Swaelmenlaan ligt, is nog steeds bekend.
In 1877 begon de aanleg van de spoorlijn Brussel-Tervuren die het Mesdaelbos langs de Woluwe-vallei afbakende.
De oprichting van het Woluwepark was gekoppeld aan de organisatie van de Wereldtentoonstelling van 1897. Dat jaar werd de ontwikkeling van de Tervurenlaan, die de twee Expo-locaties verbond, voltooid. Leopold II wilde een groot park langs de nieuwe avenue creëren om het aantrekkelijker te maken en de bourgeoisie van die tijd aan te trekken.
Midden 1901 begon het werk van de Vorstlaan en werd voltooid in 1910.
In 1896 werd het Woluwepark aangelegd volgens de plannen van de Franse landschapsarchitect Elie Lainé. Het werk duurde drie jaar.
In 1909 maakte het park deel uit van de Koninklijke Schenking aan de Belgische Staat.
Het park werd na de Eerste Wereldoorlog gerestaureerd. De eerste sportactiviteiten werden in 1920 in het park georganiseerd. Er werd toen een sportcomplex aangelegd in het bovenste deel van het park waarvan de faciliteiten teruggaan tot de jaren 1960.
De site werd in 1972 geclassificeerd en beheerd door de dienst Leefmilieu Brussel.
De Parklaan doorkruist het park van de ene kant naar de andere en werd in 1917 omgedoopt tot Woluweparklaan. Het pad vertrekt van de Tervurenlaan en eindigt in Oudergem waar het onder een smalle spoorwegbrug doorloopt om de Vorstlaan te bereiken. Deze oude brug werd in 1975 gesloopt, nadat de spoorlijn Brussel-Tervuren in 1970 werd ontmanteld.
Aan het einde van de 20e eeuw kregen de meeste wegen in het Woluwepark namen.